# Scottish Open 1982
Die Scottish Open 1982 im Badminton fanden vom 22. bis zum 24. Januar 1982 in Edinburgh statt.

## Finalresultate
| Disziplin    | Sieger                        | Finalist                   | Ergebnis     |
| ------------ | ----------------------------- | -------------------------- | ------------ |
| Herreneinzel | Morten Frost                  | Flemming Delfs             | 15-4, 15-2   |
| Dameneinzel  | Lene Køppen                   | Helen Troke                | 11-8, 11-4   |
| Herrendoppel | Billy Gilliland Dan Travers   | Donald Burden Mark Elliott | 15-10, 15-10 |
| Damendoppel  | Gillian Gilks Gillian Clark   | Helen Troke Barbara Sutton | 15-3, 15-8   |
| Mixed        | Billy Gilliland Gillian Gilks | Morten Frost Lene Køppen   | 18-13, 15-9  |